# Apeadeiro de Praça do Quebedo

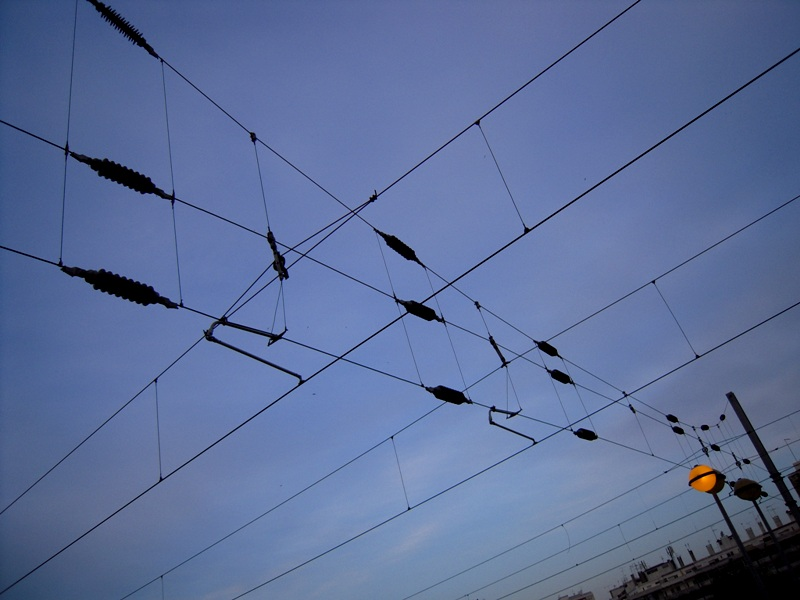
Aspeto da catenária sobre o apeadeiro

O Apeadeiro da Praça do Quebedo é uma plataforma da Linha do Sul, que serve a zona da Praça do Quebedo, na cidade de Setúbal, em Portugal.

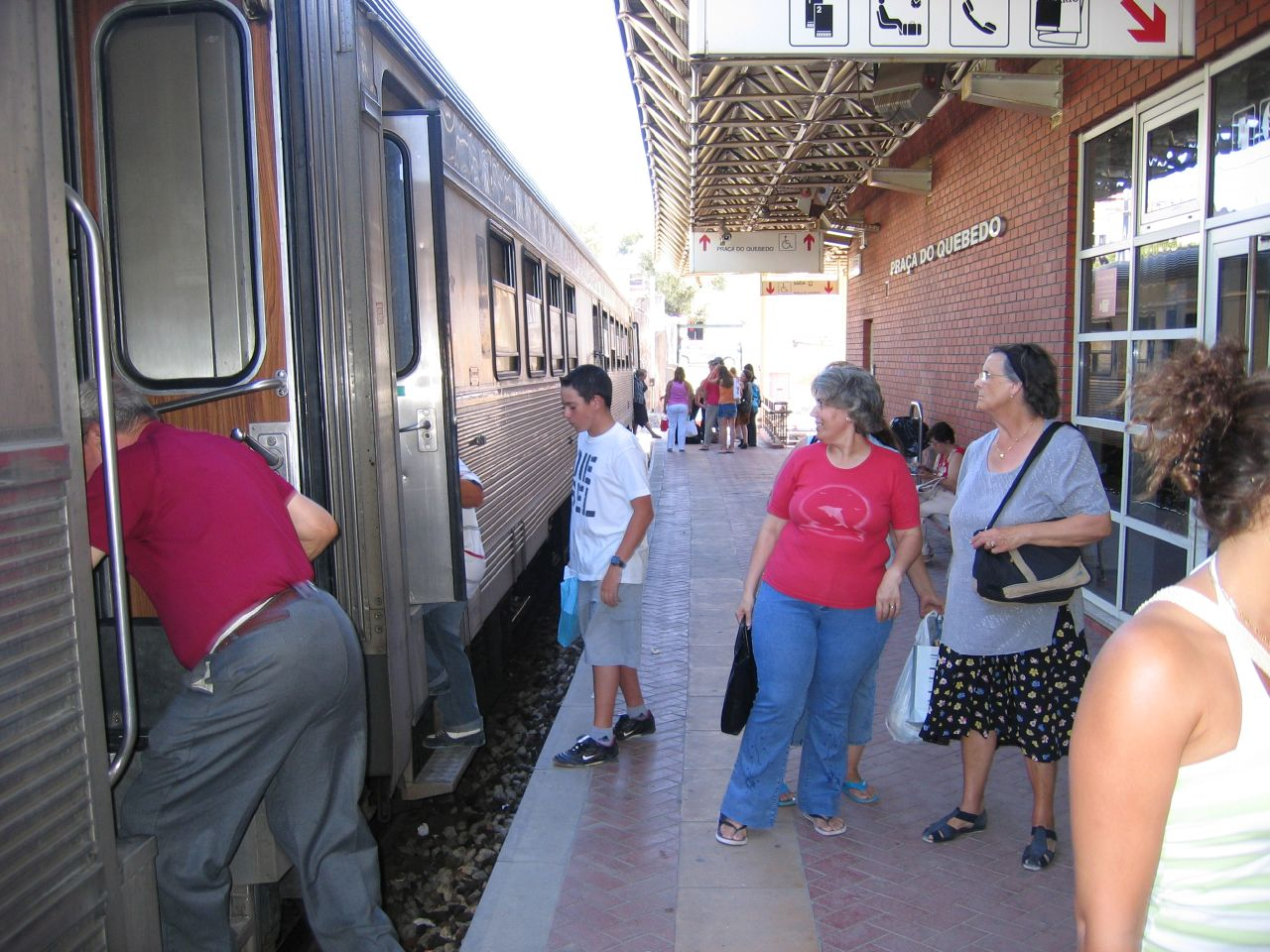
Passageiros no Apeadeiro de Praça do Quebedo, em 2006

## Descrição

### Serviços
Esta estação é utilizada por serviços urbanos da Linha do Sado, assegurados pela operadora Comboios de Portugal.

### Localização e acessos
Esta interface situa-se na cidade de Setúbal, tendo acesso pela Praça do Quebedo.
A Carris Metropolitana opera, desde 2022, 18 linhas de autocarro regulares, ligando a estação a toda a Península de Setúbal.

## História
Em 1861, a Companhia Nacional de Caminhos de Ferro ao Sul do Tejo construiu o Ramal de Setúbal, que ligava a cidade com o mesmo nome à linha principal, entre Vendas Novas e o Barreiro, na margem sul do Tejo. No entanto, a estação ficou num local pouco propício, uma vez que a companhia procurou evitar uma custosa passagem pela cidade, dificultando o trânsito de mercadorias desde as docas no Rio Sado. Desta forma, já no contrato de 1864 com a Companhia dos Caminhos de Ferro do Sul e Sueste esteve planeada a continuação do ramal até à margem do Rio, embora só nos finais do século XIX é que se iniciou o planeamento daquele lanço, no âmbito da Linha do Vale do Sado, até Garvão. Inicialmente foram propostos dois traçados, um circulando pelo centro da cidade e outro circundando-a pelo limite Leste, com um grande túnel e uma estação nas Fontainhas. Foram ambos rejeitados devido aos elevados custos, tendo sido apresentado um terceiro que saía da via principal antes da estação de Setúbal, circulava lateralmente pela Rua de São João e passava pela Praça do Quevedo numa passagem de nível, seguindo para Oeste e entrando num túnel até à margem do Sado. De forma a evitar a reversão dos comboios na estação de Setúbal, este plano foi emendado de forma a fazer a via sair pelo lado oposto da gare de Setúbal, seguindo num corredor próprio até à Praça do Quevedo. Porém, devido às dificuldades causadas pela presença de uma passagem de nível na Avenida Todi, o engenheiro Augusto César Justino Teixeira elaborou um novo traçado, onde manteve a circulação pela Praça do Quevedo, com uma passagem inferior para peões.
Este apeadeiro situa-se no lanço entre Setúbal e Setúbal - Mar, que foi construído em 1907, embora só tenha entrado oficialmente ao serviço em 25 de Maio de 1920, como parte da ligação entre Setúbal e Alcácer do Sal, então conhecida como Linha do Sado.

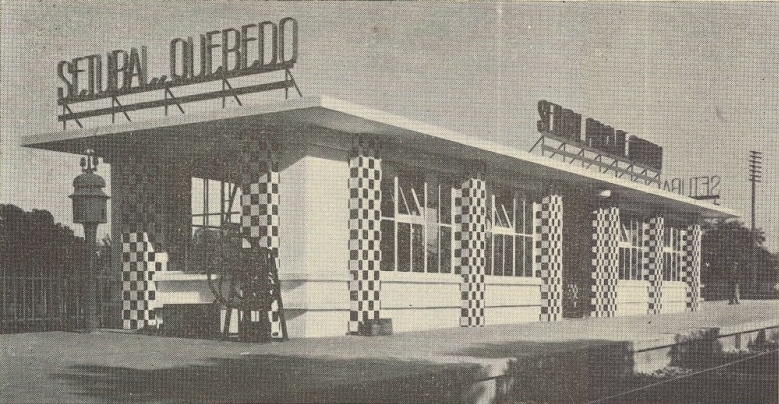
Edifício do apeadeiro, de Cottinelli Telmo.

Em 29 de Setembro de 1934, a Direcção Geral de Caminhos de Ferro aprovou o projecto da Companhia dos Caminhos de Ferro Portugueses para o apeadeiro da Praça do Quebedo, ao quilómetro 28,869.80 da Linha do Sado. Este projecto foi elaborado pelo arquitecto Cottinelli Telmo, sendo parte do programa da Companhia dos Caminhos de Ferro Portugueses para desenvolver as redes do Sul e Sueste e do Minho e Douro, que foram arrendadas aos Caminhos de Ferro do Estado em 1927. A Gazeta dos Caminhos de Ferro de 1 de Dezembro desse ano noticiou que estava em construção o edifício deste apeadeiro. As obras foram feitas pela 11.ª Secção de Via e Obras, tendo a Gazeta dos Caminhos de Ferro de 16 de Agosto de 1935 previsto que o edifício estaria concluído ainda nesse mês.